# 沙口站 (咸镜北道)
沙口站（韓語：사구역）是朝鮮民主主義人民共和國咸镜北道清津市青岩区域沙口里的一個鐵路車站，属于平罗线。

## 邻近车站
平羅線
連津站 - 沙口站 - 富居站